# Kübra Dilara Çelen
Kübra Dilara Çelen (* 7. August 1989 in Ankara) ist eine türkische Schauspielerin.

## Leben und Karriere
Kübra Dilara Çelen wurde am 7. August 1989 in Ankara geboren. Ihre Familie stammt ursprünglich aus Pristina. Sie studierte an der İstanbul Gelişim Üniversitesi. Ihr Debüt gab sie 2017 in dem Film Bordo Bereliler Suriye. Anschließend war sie 2018 in Bordo Bereliler 2: Afrin zu sehen. Im selben Jahr bekam Çelen in dem Film Koyver Gitsin die Hauptrolle. Von 2020 bis 2021 wurde sie für die Fernsehserie Baraj gecastet.

## Filmografie
Filme
- 2017: Bordo Bereliler Suriye
- 2018: Bordo Bereliler 2: Afrin
- 2018: Koyver Gitsin

Serien
- 2020–2021: Baraj